# Aeroporto di Trapani-Chinisia
L'aeroporto di Trapani-Chinisia era un aeroporto militare e poi anche civile, che si trova nella frazione di Rilievo, 16 km a sud di Trapani.

## Storia
Nacque come importante campo di volo della Regia Aeronautica dagli anni '30 e durante la seconda guerra mondiale, con piste nei pressi di Borgo Rizzo. Nel 1940 vi era di stanza il 106º Gruppo da bombardamento con i CANT Z.1007 bis, poi raggiunto dal 47º Stormo. Quando il 47° fu spostato in Grecia, arrivarono nel 1941 gli Alcione del 29º e 33º Gruppo del 9º Stormo, impiegati su Malta.
Vi fu di stanza nel 1942, tra gli altri, la 57ª Squadriglia da bombardamento terrestre del 32º Gruppo-10º Stormo BT. Questo reparto, con aerei Savoia-Marchetti S.M.79, ha operato prevalentemente in missioni di bombardamento e ricognizione o scorta convogli sul Mediterraneo. Nella primavera del 1942 fu sede del 51º Stormo sui Macchi M.C.202.
Dal mese di marzo fino al 3 aprile era sede dell'8º Stormo.
Dopo lo sbarco degli alleati in Sicilia nel luglio 1943, fu utilizzato con il nome di Borizzo Airfield, dall'ottobre 1943 al febbraio 1944, dall'aviazione militare americana.

### Dopoguerra
Nel dopoguerra la nuova struttura venne inaugurata nel 1949 come aeroporto militare, in sostituzione dell'Aeroporto militare di Trapani-Milo utilizzato fino a quel momento, e fu intitolata a Livio Bassi.
I voli militari furono interrotti dal 1961 quando aprì Trapani Birgi, ma restò base aerea e centro radar, fino alla sua dismissione definitiva nel 1978 da parte dell'A.M..

### Lo scalo civile
Dal 1955 iniziò a essere utilizzato anche come aeroporto civile per scali regionali e per Pantelleria. L'attività come aeroporto civile venne interrotta nel 1964, quando i voli vennero spostati tra la contrada Birgi di Marsala e Marausa (allora nel comune di Trapani), sul nuovo Aeroporto di Trapani-Birgi, e rimase solo base militare.